# Llista de peixos del riu Iguaçú

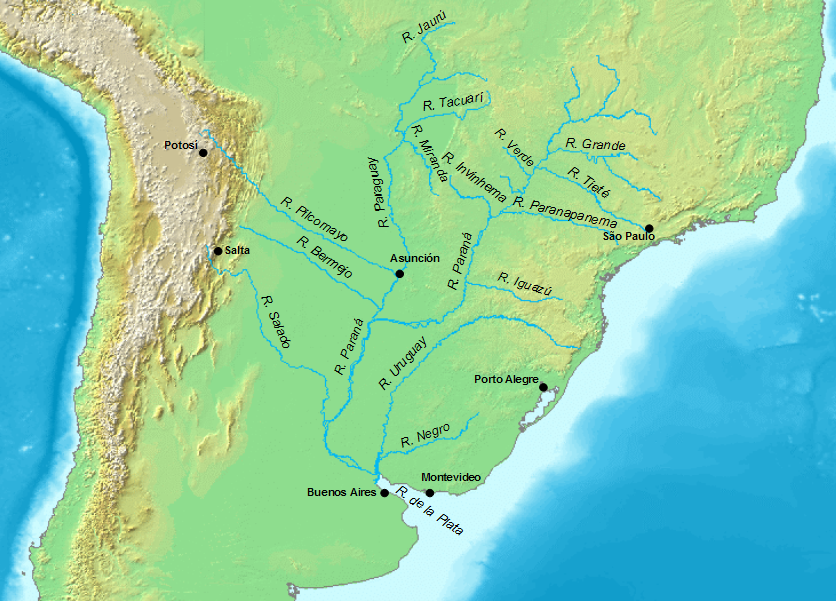
Conca de la Plata mostrant el riu Iguaçú unint-se al riu Paranà

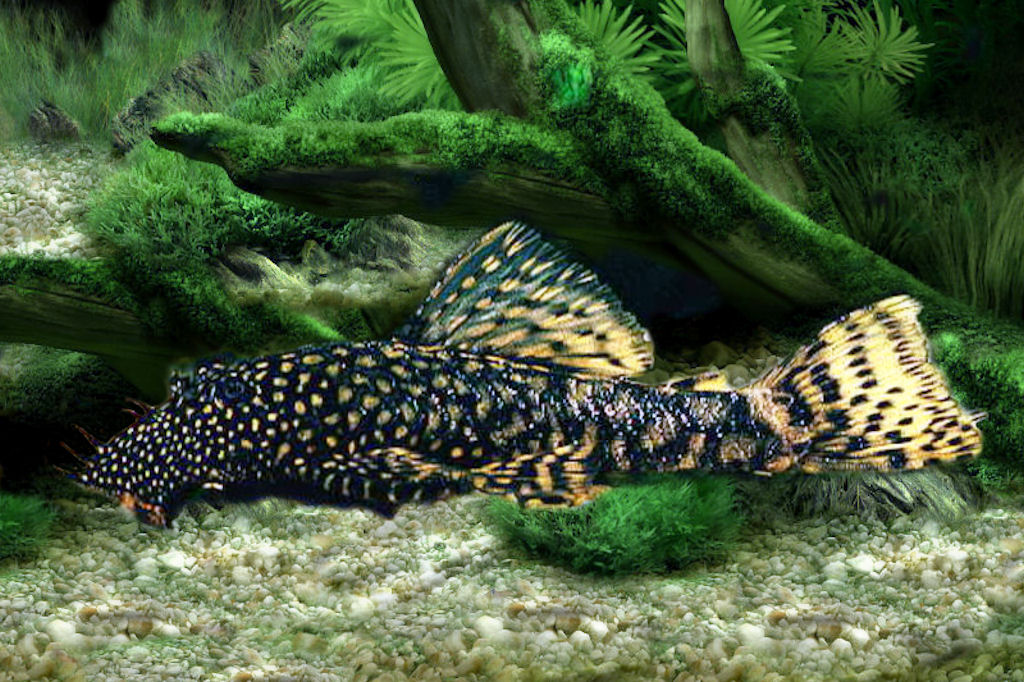
Ancistrus cirrhosus

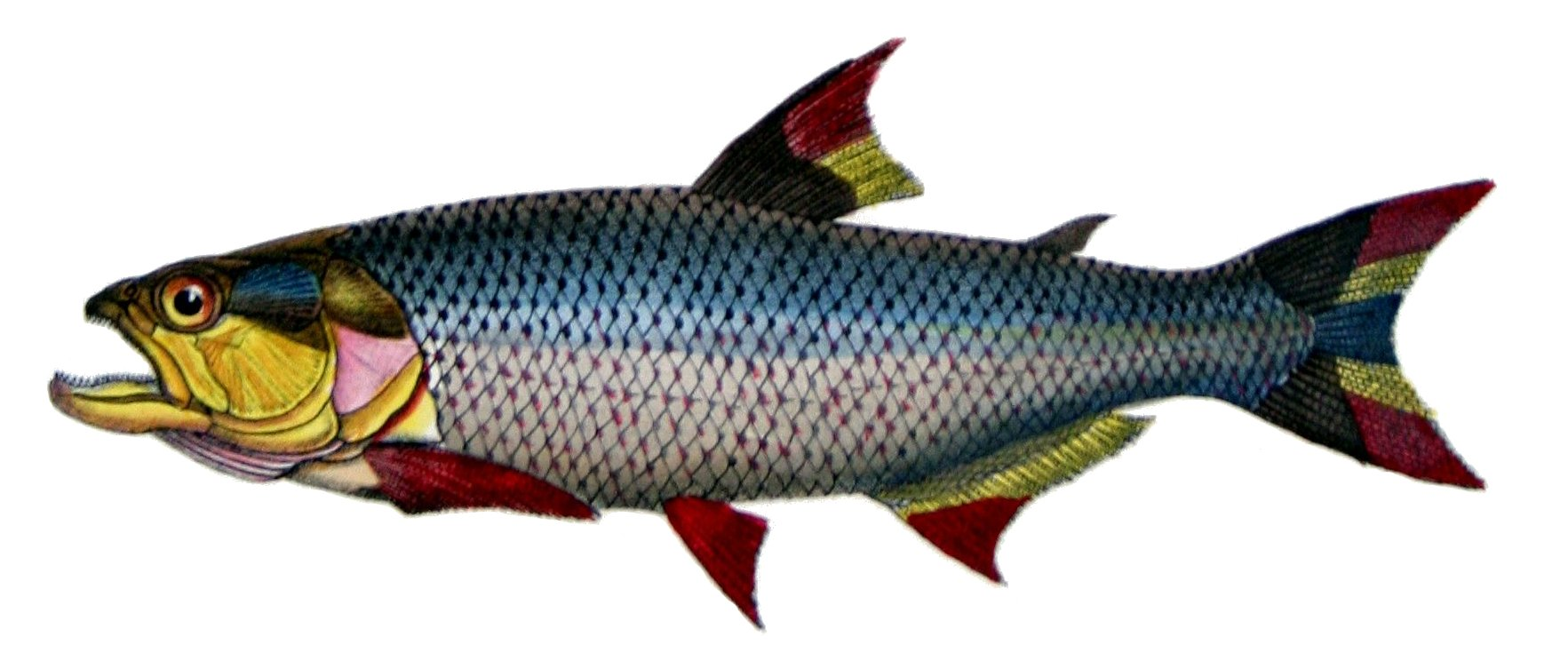
Salminus hilarii (il·lustració del 1856)

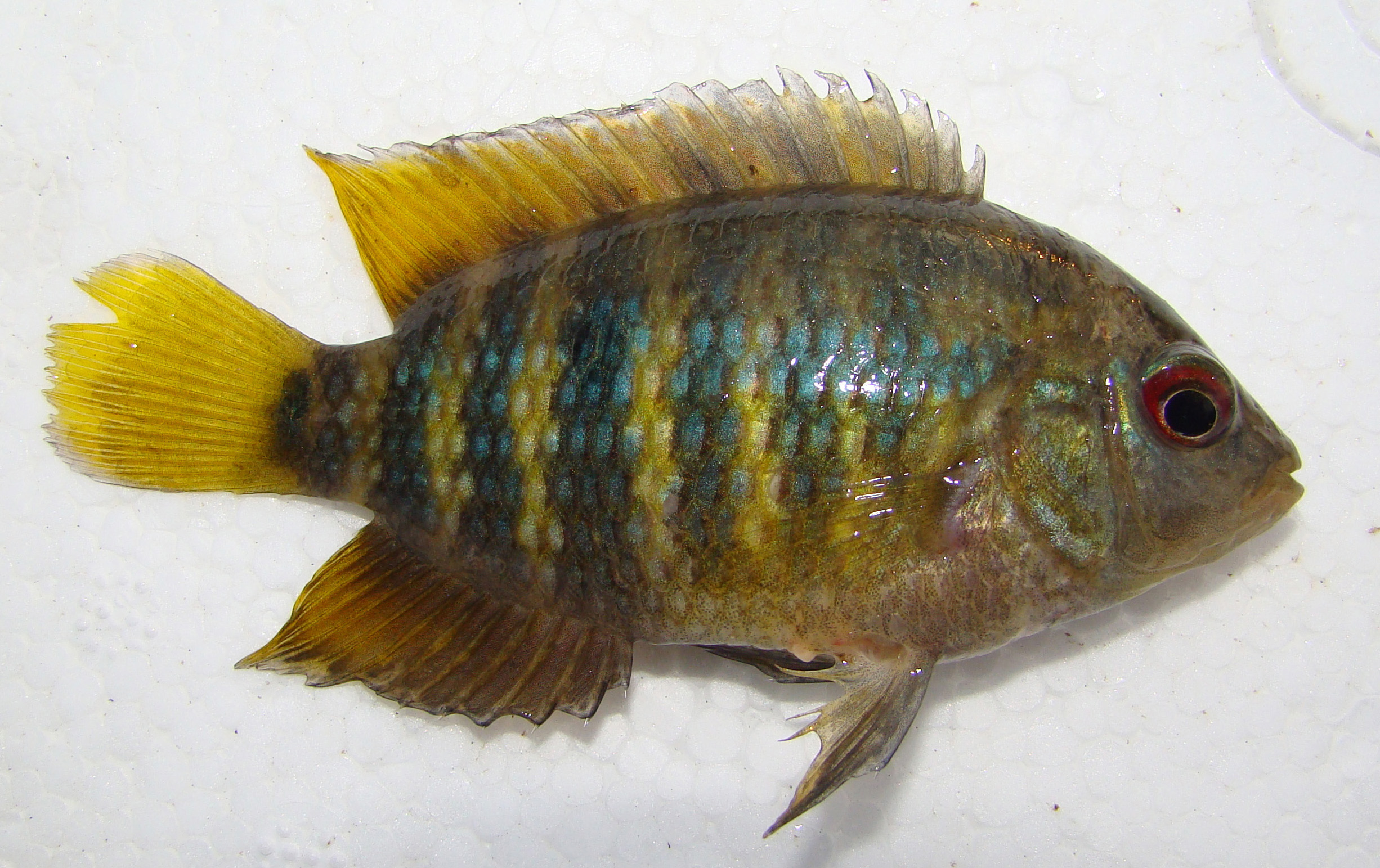
Australoheros facetus

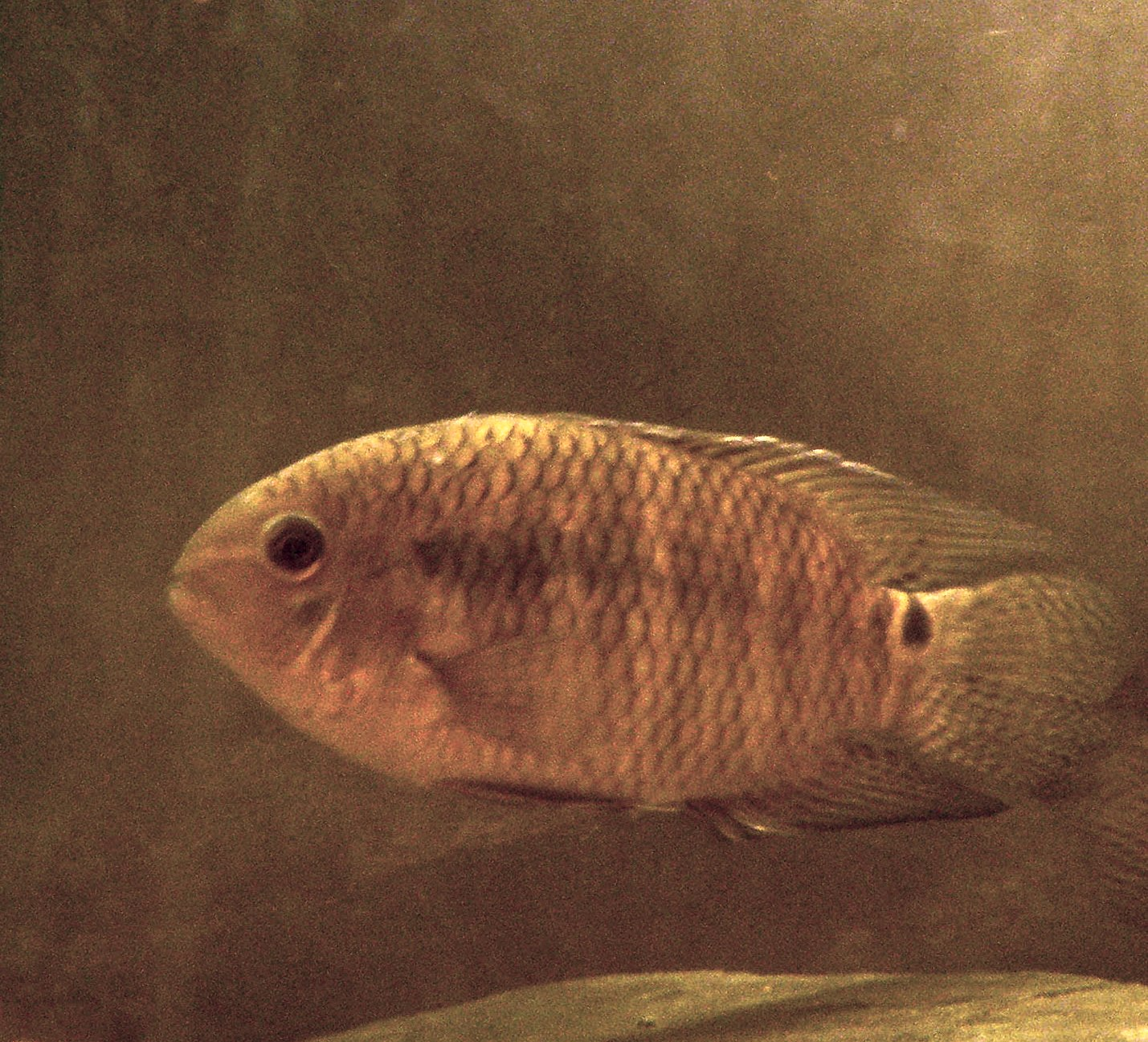
Cichlasoma dimerus

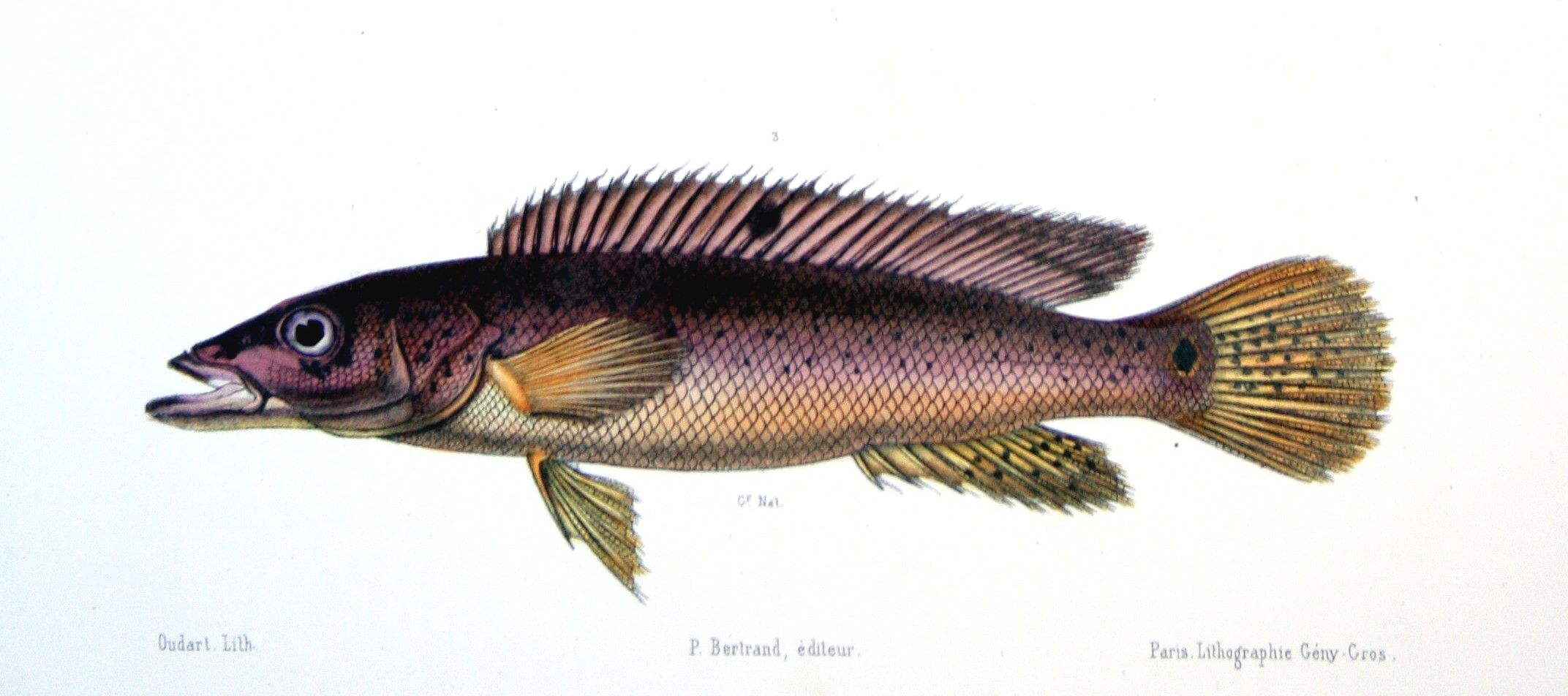
Crenicichla lacustris (il·lustració del 1856)

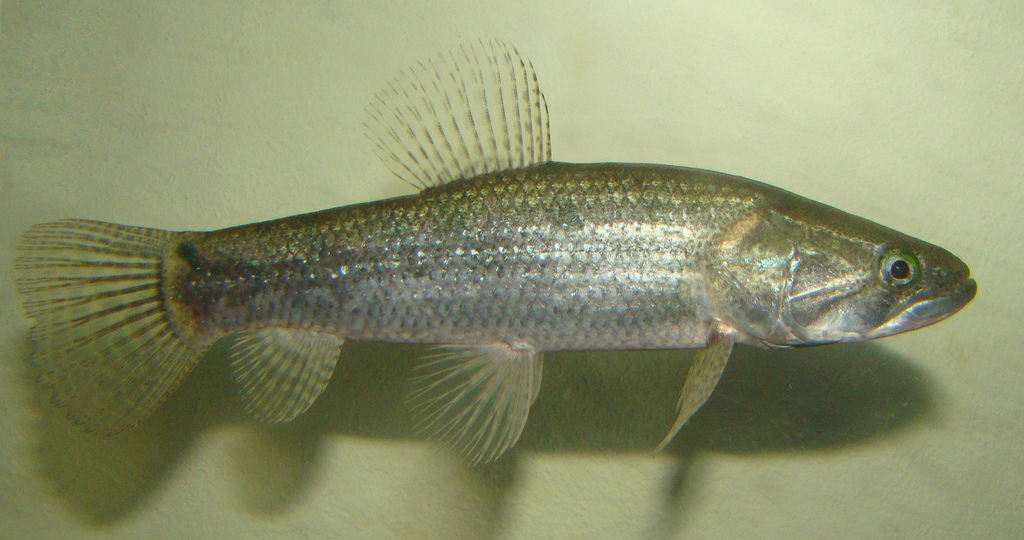
Hoplias malabaricus

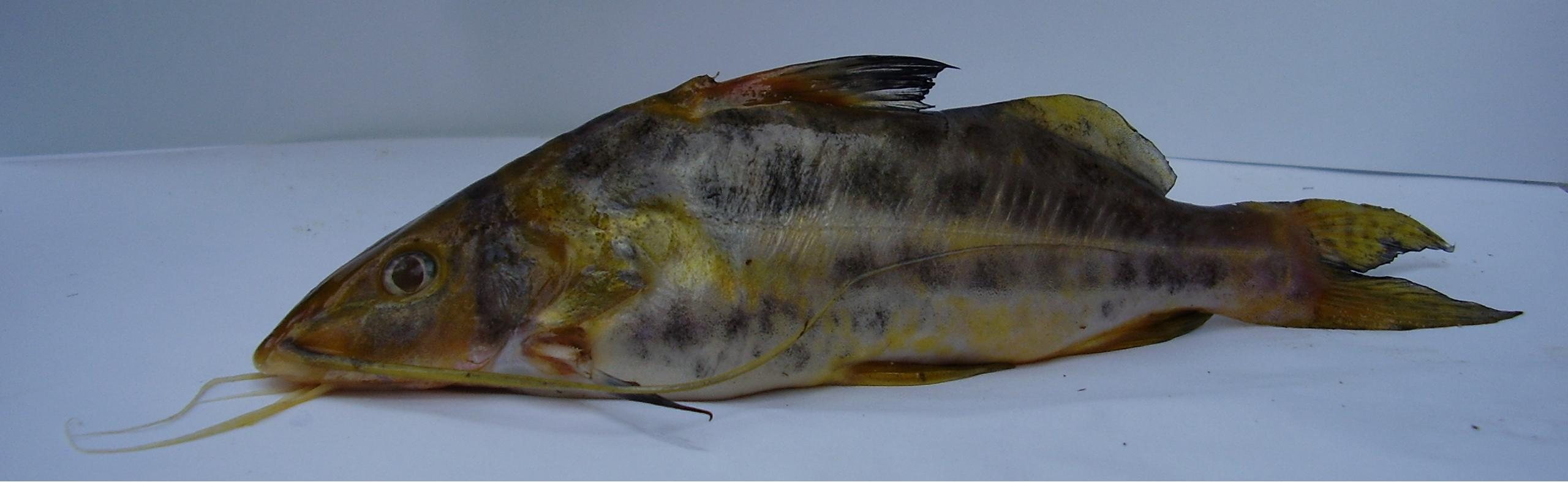
Iheringichthys labrosus

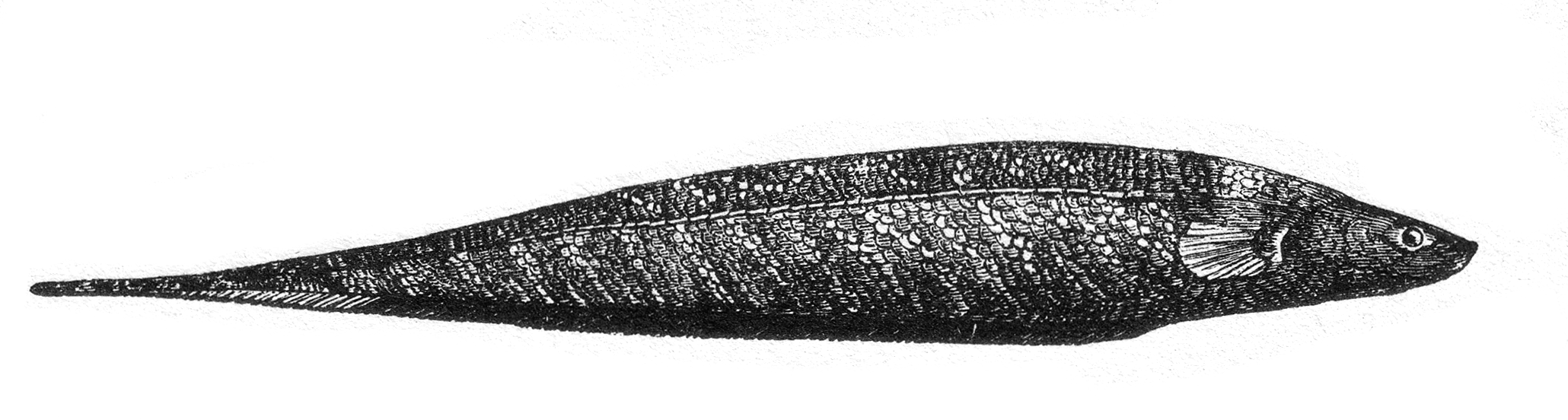
Gymnotus carapo

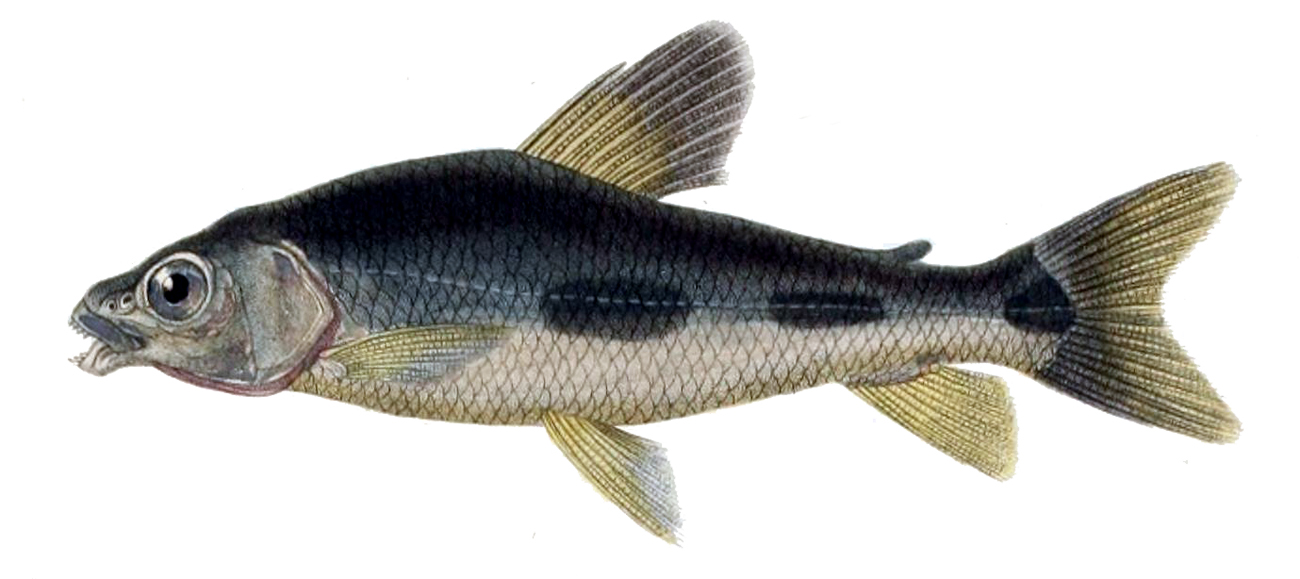
Leporinus acutidens (il·lustració del 1847)

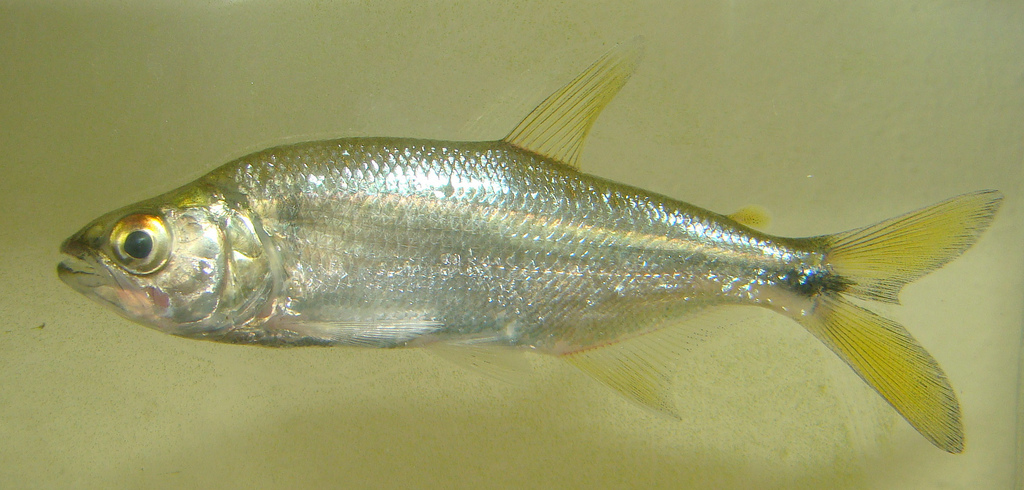
Oligosarcus jenynsii

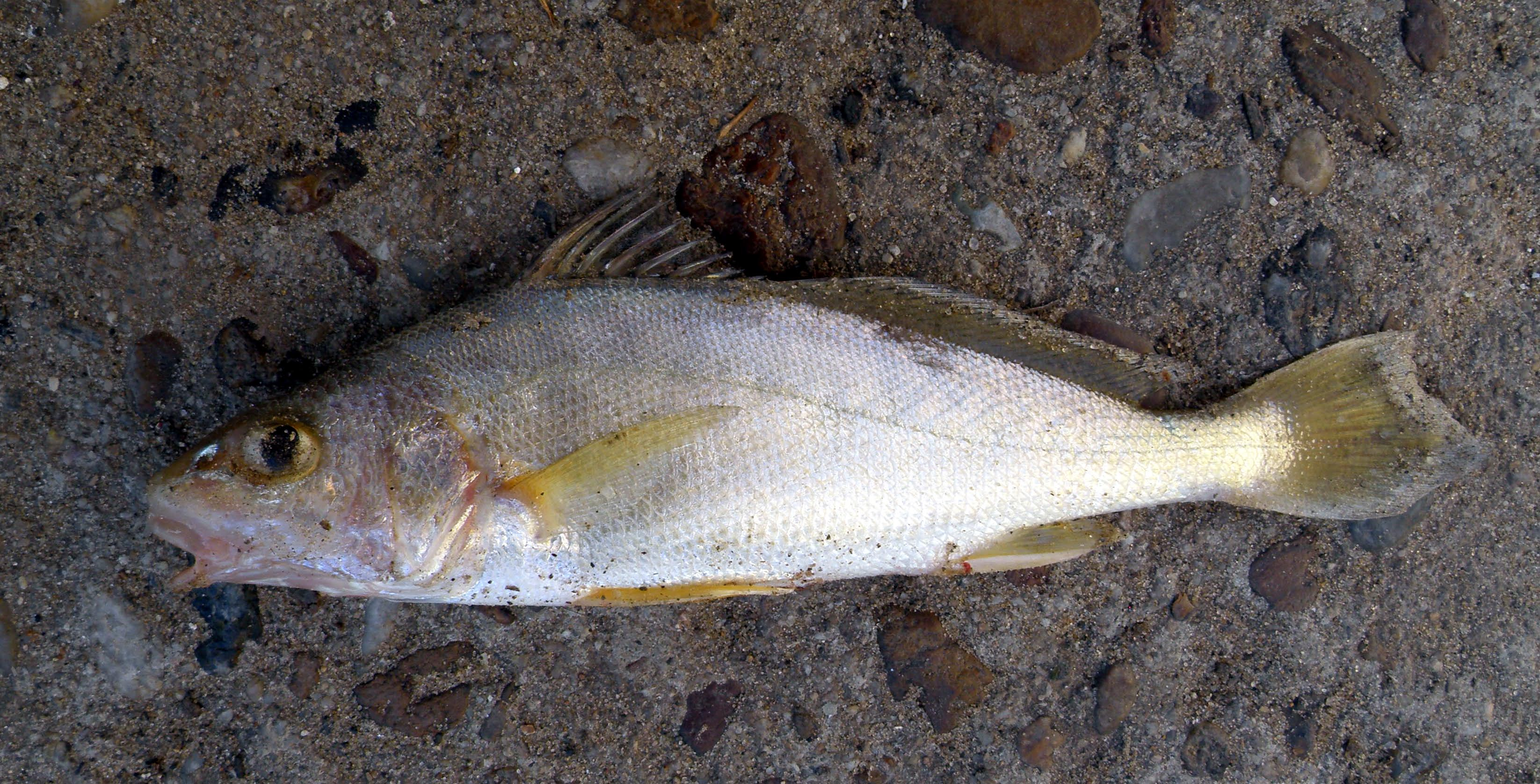
Pachyurus bonariensis

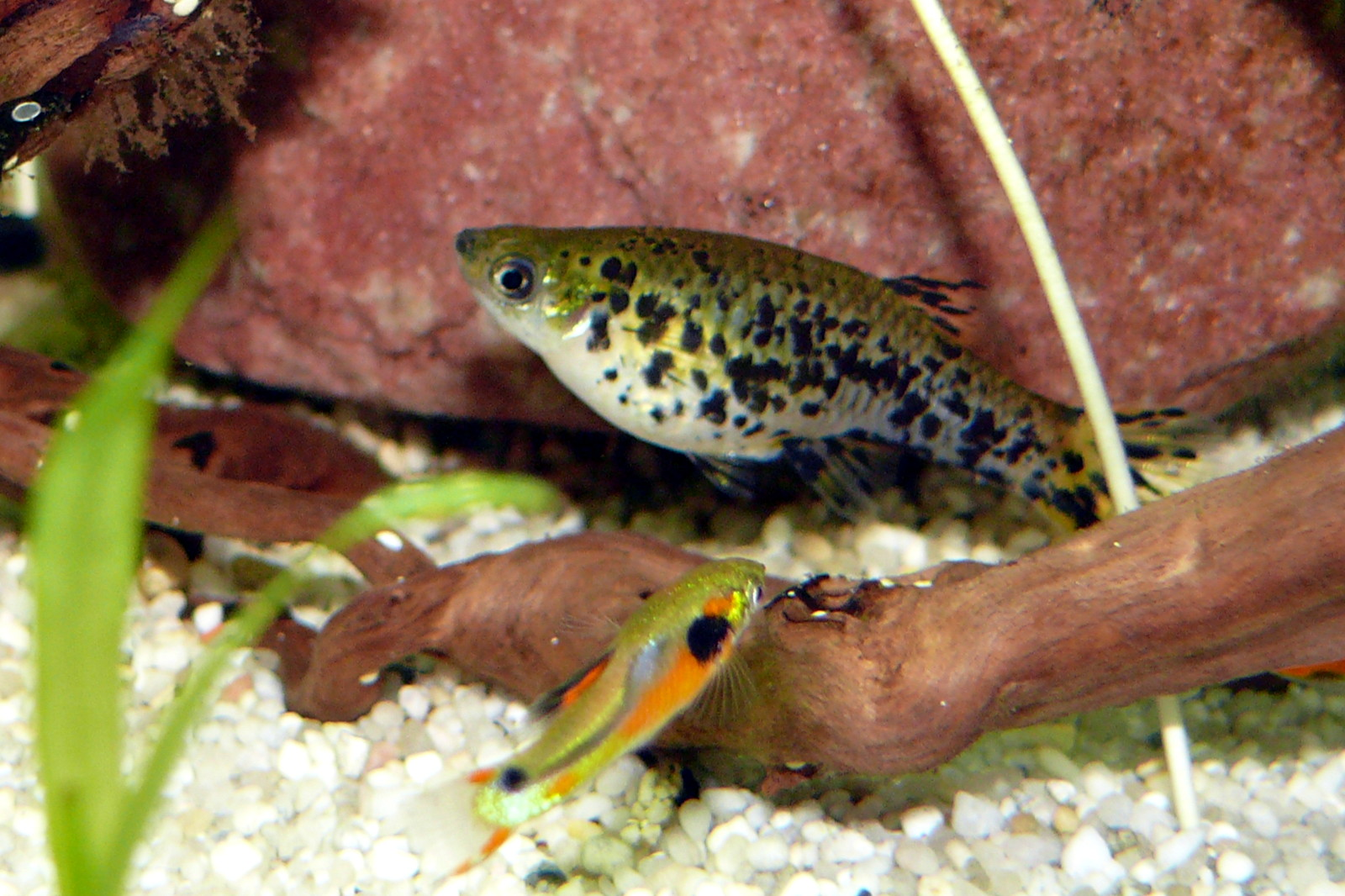
Phalloceros caudimaculatus

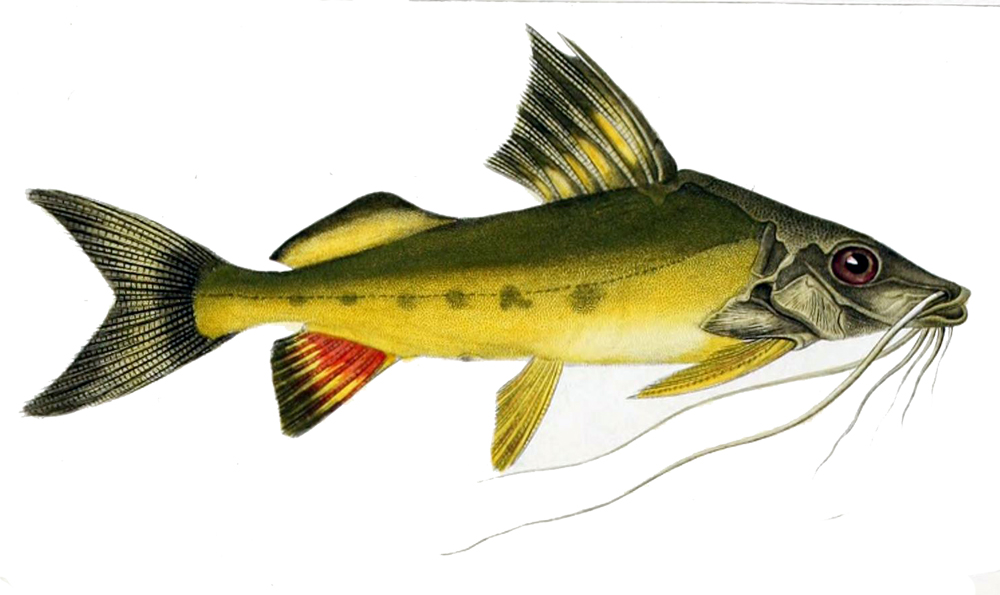
Pimelodus maculatus (il·lustració del 1847)

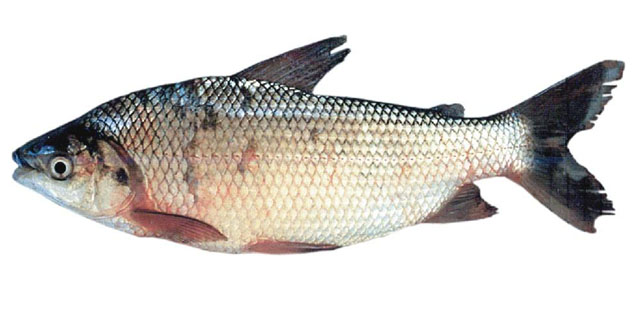
Prochilodus lineatus

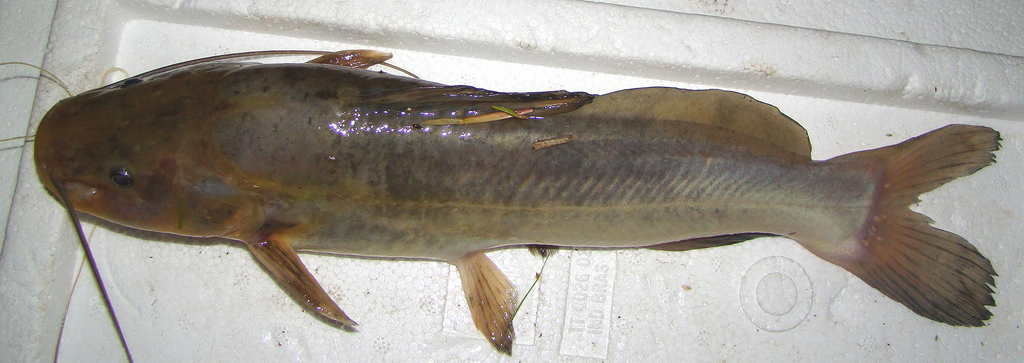
Rhamdia quelen

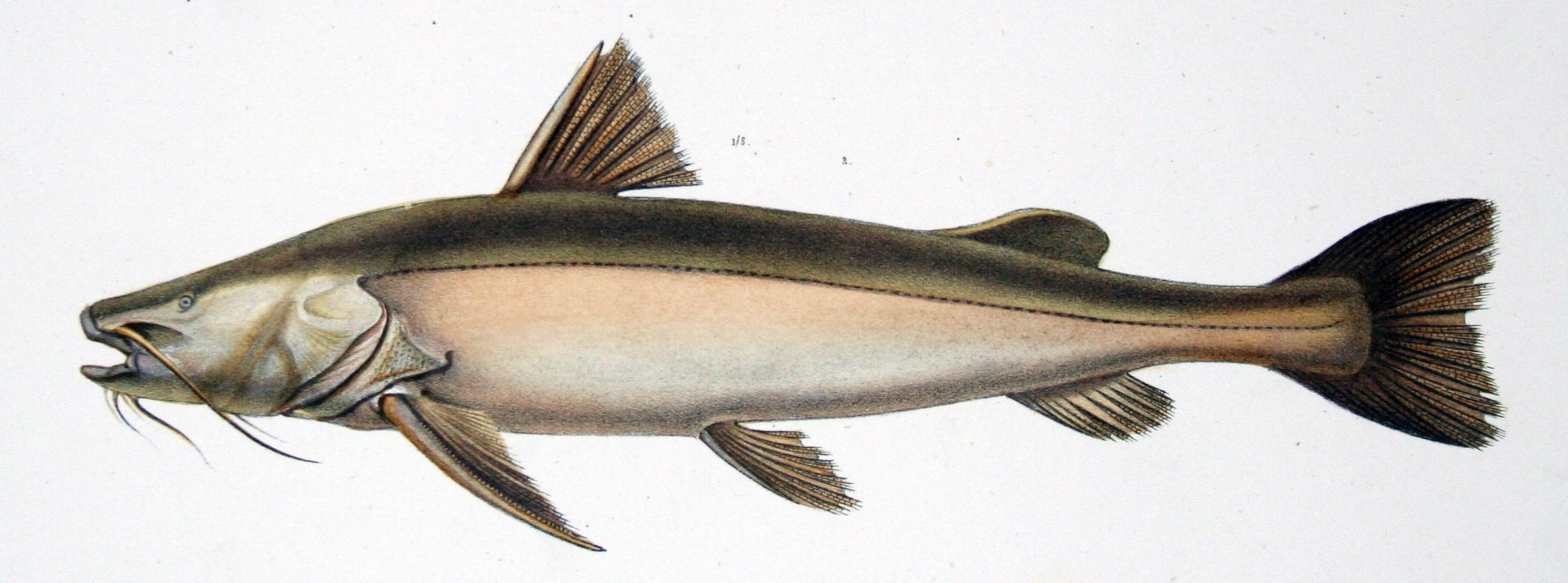
Zungaro zungaro (il·lustració del 1856)

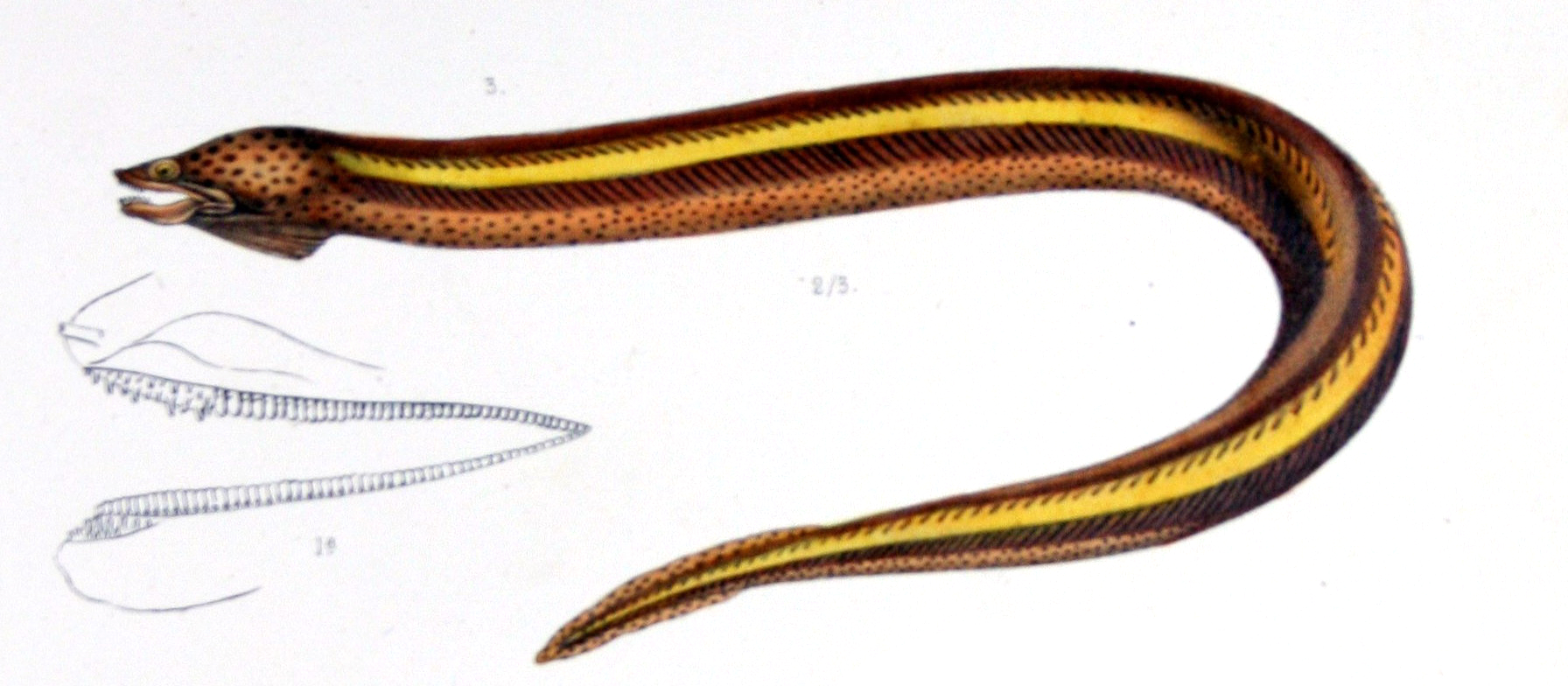
Anguila marbrada (Synbranchus marmoratus)

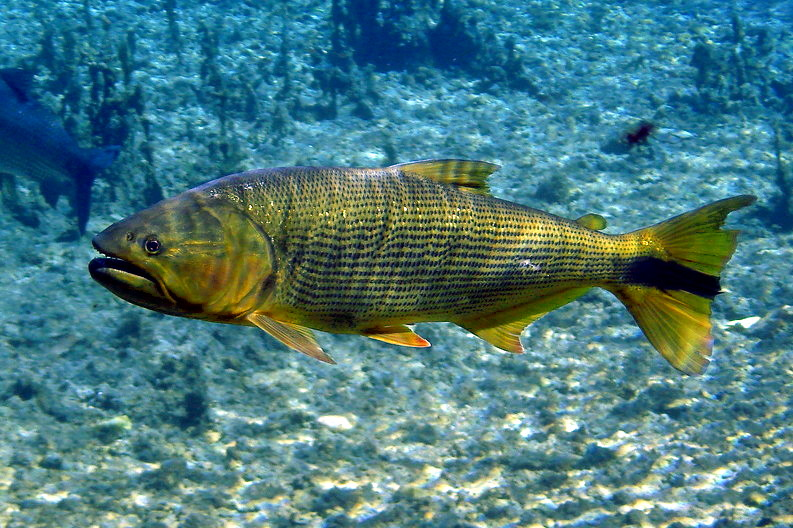
Salminus brasiliensis

Aquesta llista de peixos del riu Iguaçú inclou 93 espècies de peixos que es poden trobar actualment al riu Iguaçú ordenades per l'ordre alfabètic de llur nom científic.

## A
- Ancistrus cirrhosus
- Apareiodon vittatus[1]
- Apteronotus brasiliensis
- Astyanax altiparanae[2]
- Astyanax asuncionensis
- Astyanax bifasciatus[3]
- Astyanax dissimilis
- Astyanax eremus[4]
- Astyanax gymnodontus[5]
- Astyanax gymnogenys
- Astyanax ita[6]
- Astyanax jordanensis[7]
- Astyanax leonidas
- Astyanax lineatus
- Astyanax paranae
- Astyanax totae[8]
- Astyanax varzeae[9]
- Australoheros angiru
- Australoheros facetus
- Australoheros kaaygua[10]
- Austrolebias araucarianus[11]

## B
- Brycon orbignyanus
- Bryconamericus ikaa[12]
- Bryconamericus pyahu[13]

## C
- Characidium zebra
- Cichlasoma dimerus
- Cnesterodon carnegiei
- Corydoras carlae
- Corydoras ehrhardti
- Crenicichla iguassuensis
- Crenicichla lacustris
- Crenicichla niederleinii
- Crenicichla scottii
- Crenicichla tesay[14]
- Crenicichla yaha[15]

## E
- Epactionotus yasi[16]

## G
- Glandulocauda caerulea
- Glanidium ribeiroi
- Gymnotus carapo

## H
- Hasemania maxillaris
- Hasemania melanura
- Heptapterus stewarti
- Hoplias malabaricus
- Hyphessobrycon reticulatus
- Hyphessobrycon taurocephalus
- Hypostomus albopunctatus
- Hypostomus derbyi
- Hypostomus myersi
- Hypostomus nigropunctatus

## I
- Iheringichthys labrosus
- Imparfinis hollandi

## J
- Jenynsia diphyes
- Jenynsia eigenmanni

## L
- Leporinus acutidens
- Leporinus striatus

## M
- Megalancistrus parananus

## O
- Oligosarcus jenynsii
- Oligosarcus longirostris
- Oligosarcus oligolepis
- Otothyropsis biamnicus

## P
- Pachyurus bonariensis
- Pareiorhaphis parmula[17]
- Phalloceros caudimaculatus
- Phalloceros spiloura
- Pimelodus britskii[18]
- Pimelodus maculatus
- Pimelodus ortmanni
- Prochilodus lineatus
- Psectrogaster curviventris
- Pseudoplatystoma corruscans

## R
- Rhamdia quelen
- Rhamdiopsis moreirai
- Rineloricaria langei[19]
- Rineloricaria maacki[19]
- Roeboides prognathus

## S
- Salminus brasiliensis
- Salminus hilarii
- Schizodon isognathus
- Schizodon nasutus
- Steindachneridion scriptum
- Steindachnerina brevipinna
- Synbranchus marmoratus

## T
- Tatia jaracatia[20]
- Trichomycterus castroi[21]
- Trichomycterus crassicaudatus
- Trichomycterus davisi
- Trichomycterus igobi
- Trichomycterus mboycy[22]
- Trichomycterus naipi[22]
- Trichomycterus papilliferus[22]
- Trichomycterus plumbeus[22]
- Trichomycterus stawiarski
- Trichomycterus taroba[22]

## Z
- Zungaro zungaro[23]